# La mexicana y el güero
La mexicana y el güero é uma telenovela mexicana produzida por Nicandro Díaz González para Televisa e exibida pelo Las Estrellas de 17 de agosto de 2020 a 7 de fevereiro de 2021, substituindo Como tú no hay 2 e sendo substituída por Fuego ardiente. 
É uma adaptação da telenovela chilena Cómplices em 2006.
É protagonizada por Itatí Cantoral e Juan Soler; antagonizada por Luis Roberto Guzmán, Gala Montes, Laura Vignatti, Rodrigo Abed e Sabine Moussier. Tem atuações estelares de Nora Salinas, Irán Castillo, Julio Camejo, Sian Chiong, Eleazar Gómez (substituído por Ferdinando Valencia), Jackie Sauza, Gabriela Zamora, Pablo Valentín, Miguel Martínez, Gabriela Carrillo e Tania Lizardo, e os primeiros atores Jacqueline Andere, Patricio Castillo e Rocío Banquells e com participações especiais Horacio Pancheri e Omar Fierro; além da participação especial da primeira atriz Lorena Velázquez.

## Transmissão
A trama entrou no ar no dia 17 de agosto de 2020, no horário das 20h30 p.m mx, em substituição da telenovela Como tú no hay 2. No entanto, devido à sua audiência insatisfatória, a obra migrou para o horário das 18h30 p.m mx, a partir do dia 28 de setembro de 2020, trocando de horário com a telenovela estreante Vencer el desamor.

## Trama
Tyler Somers (Juan Soler) é um milionário adotado por um casal americano que, por acaso, tenta encontrar a sua verdadeira família no México. Isto depois de Rose (Lorena Velázquez), a sua mãe adotiva, confessar no seu leito de morte que a sua verdadeira mãe ainda está viva e no México. Isto faz com que ouçam a notícia Andrea Ibarrola Gil (Itatí Cantoral), e a sua filha Katia Ibarrola Gil (Gala Montes), dois belos vigaristas para organizar o seu próximo golpe: "Criar uma família falsa para receber Tyler Sommers no México, para que ela possa tirar-lhe a fortuna", que nesse plano, Andrea se fará passar por sua irmã biológica. Ao chegar ao México, Andrea conhece Tyler, que a impressiona. Isto faz com que seja desencadeado um triângulo amoroso entre Tyler, Andrea e o seu noivo e igual vigarista René Fajardo (Luis Roberto Guzmán), deixando Andrea num grande dilema moral no meio de uma mentira: escolher entre esquecer a fortuna e apaixonar-se por Tyler ou a ambição de roubar a sua fortuna e fugir com René..

## Elenco
- Itatí Cantoral - Andrea Ibarrola Gil
- Juan Soler - Tyler Sommers / Leopoldo
- Luis Roberto Guzmán - René Fajardo
- Jacqueline Andere - Matilde "Maty" Rojas / Brunilda
- Nora Salinas - Helena Peñaloza de Heredia
- Irán Castillo - Gladys Carmona
- Julio Camejo - Mario Nava
- Horacio Pancheri - Rodrigo Avellaneda
- Gala Montes - Katya Ibarrola Gil / Katya Barrón Ibarrola / Katya Heredia Ibarrola
- Sian Chiong - Diego Torres Ayala
- Eleazar Gómez - Sebastián "Bastián" de la Mora #1
- Omar Fierro - Agustín Gastelum
- Ferdinando Valencia - Sebastián "Bastián" de la Mora #2
- Jackie Sauza - Erika Núñez Osorio
- Gabriela Zamora - Marcia Serrano de Ayala
- Pablo Valentín - Luis Ayala
- Laura Vignatti - Sofía Gastelum de Nava
- Miguel Martínez - Ignacio "Nacho" Santoyo de la Mora
- Gabriela Carrillo - Paulina Villaseñor
- Montserrat Marañón - Isabela "Chabela"
- Patricio Castillo - Jaime Salvatorre
- Alejandra Procuna - Isis de Robles
- José Montini - Bonifacio "Boni" Robles
- Tania Lizardo - Zulema Gutiérrez
- Daniela Álvarez - Viiyéri Neiya Robles
- Rodrigo Brand - Brandon Heredia Peñaloza
- Elaine Haro - Rocío Heredia Peñaloza
- Danielle Lefaure - Megan Robin
- Lara Campos - Melodie "Melody" Nava Gastelum
- Rodrigo Abed - Gonzalo Heredia
- Sabine Moussier - Olinka Cohen
- Rocío Banquells - María Dolores "Lolita" de la Mora[5]
- Norma Lazareno - Doña Crucita / Doña Matilde "Maty" Rojas
- María Prado - Enfermera Dulce
- Martha Julia - Detective Vanessa Larios
- Yurem Rojas - Comentarista Deportivo
- Lucero Lander - Piedad de la Mora de Santoyo
- Xavier Marc - Tulio "Malacara" Barrales
- Tony Balardi - Matias
- Sergio Reynoso - Fermín Santoyo
- Salvador Ibarra
- Lorena Velázquez - Roseanne "Rose" Sommers
- Carlos Mosmo - Archie
- Joan Kuri - Lester
- Marcos Montero - Sr. Bravo
- Eduardo Shacklett - Sabino Barrón
- Martín Brek
- Joshua Gutiérrez - Pai de Diego
- Octavio Ocaña - Sr. Cruz
- Aleida Núñez - Rosenda
- Diana Golden
- Lisardo - Monti
- Erika Buenfil - Dra. Mónica Traven
- Ana Martín - Toñita

## Produção
O produtor Nicandro Díaz González iria começar as gravações em 30 de março, mas foram suspensas as gravações por conta da pandemia do COVID-19, e foram adiadas para 20 de abril. Folhetim da Televisa informou que isso nunca ocorreu na emissora com mais de 45 anos de fundação.
As gravações deu início em 10 de junho de 2020, mesmo com a pandemia, mas com suas medidas de higiene e distanciamento social.
Na semana do dia 02 de novembro de 2020, o ator Eleazar Gómez então intérprete do personagem Sebastián, foi preso por ter agredido a sua namorada. Assim, o produtor Nicandro Díaz González decidiu que iriam substituir o ator no personagem em 19 de novembro de 2020 foi confirmado que Ferdinando Valencia assumiria o personagem Sebastián.

## Audiência
| Horário                                              | # Eps. | Estreia              | Estreia           | Final                   | Final           | Posição | Temporada | Classificação geral |
| Horário                                              | # Eps. | Data                 | Primeiro capítulo | Data                    | Último capítulo | Posição | Temporada | Classificação geral |
| ---------------------------------------------------- | ------ | -------------------- | ----------------- | ----------------------- | --------------- | ------- | --------- | ------------------- |
| Segunda—Sexta Inicialmente às 20h30. Depois às 18h30 | 126    | 17 de agosto de 2020 | 3.3               | 07 de fevereiro de 2021 | 3.5             | #1      | 2020      | 2.76                |